# Списък на политическите партии в Швеция
Парламентарно представени партии в Швеция са:
| Партия                                             | Места в Парламента (2014) | Идеология               |
| -------------------------------------------------- | ------------------------- | ----------------------- |
| Социалдемократическа работническа партия на Швеция | 112                       | Социалдемокрация        |
| Умерена коалиционна партия                         | 84                        | Либерален консерватизъм |
| Шведски демократи                                  | 49                        | Национализъм            |
| Зелена екологична партия                           | 25                        | Зелена политика         |
| Центристка партия                                  | 22                        | Либерализъм             |
| Лява партия                                        | 21                        | Демократичен социализъм |
| Либерална народна партия                           | 19                        | Либерализъм             |
| Християндемократи                                  | 17                        | Християндемокрация      |

Други:
- Националсоциалистически фронт
- Пиратска партия